# 3DO Interactive Multiplayer
3DO Interactive Multiplayer (или просто 3DO) — игровая приставка, выпускавшаяся в 1993—1996 годах компаниями Panasonic, Sanyo, Creative и Goldstar. Консоль производилась в соответствии с набором спецификаций, предложенных The 3DO Company, и изначально разработанных Дэйвом Нидлом и Робертом Дж. Микалом из New Technology Group. Идея создания консоли принадлежит предпринимателю Трипу Хоукинсу, который также является основателем EA Games.
Несмотря на активную рекламу, сопровождавшую запуск системы, и использование передовых технологий, высокая цена системы (на момент выхода она составляла 599,95$)) и перенасыщение рынка игровых систем привели к быстрому завершению её жизненного цикла.
В 2009 году сайт IGN в своём списке лучших игровых консолей определил 3DO на 22-е место.

## Особенности приставки
На момент выпуска консоль обладала очень продвинутыми аппаратными возможностями: 32-разрядный процессор ARM60 с RISC-архитектурой, работающий на частоте 12,5 МГц; два графических сопроцессора; 16-разрядный цифровой сигнальный процессор и специальный математический сопроцессор. Все дополнительные сопроцессоры были разработаны специально для этой консоли. Также консоль имела 2 мегабайта ОЗУ, 1 мегабайт видеопамяти и двухскоростной CD-привод. Имелась возможность одновременного подключения до 8 джойстиков (оригинальным способом — в цепочку, один подключается к другому). Помимо использования специально разработанного ПО, консоль могла проигрывать CD-аудио (включая поддержку CD+G), просматривать Photo CD и Video CD. Для воспроизведения последнего требовалось использование специальной карты расширения для декодирования MPEG-видео (производилась только для американской модели Goldstar и японских Panasonic). Однако только несколько игр полностью использовали потенциал консоли.
Отличительной особенностью 3DO является то, что она была одной из немногих консолей с CD-приводом, не имевших ни региональной блокировки, ни защиты от копирования, что привлекало как зарубежных игроков, так и производителей нелицензионных копий игр.
Хотя региональная блокировка в 3DO отсутствует, несколько японских игр не могут запускаться на версиях консоли для других стран из-за использования в них специального шрифта, содержащего кандзи. По рекомендациям 3DO company, большинство сторонних разработчиков ПО помещали этот шрифт на CD с игрой, во избежание подобных проблем. Однако некоторые разработчики этого не делали, поэтому игра Sword and Sorcery (которая была издана на английском под названием Lucienne's Quest) и демоверсия Alone in the Dark имеют подобную проблему. Также некоторые более поздние игры умели определять регион приставки и отказывались запускаться на других — например, Soccer Kid для PAL-версий приставок или PAL версия The Way of the Warriors для приставок NTSC региона.
Часто говорится, что библиотека ПО для 3DO показывает неудовлетворительные аспекты видеоигр того времени. Это было время рассвета CD-игр, поэтому в большинстве игр фрагменты низкокачественного видео доминировали над хорошим игровым процессом. Лучшие игры 3DO часто являются переносами игр с других систем. Это такие игры, как Alone in the Dark, Myst, Out of This World, и Star Control II. Другие игры — The Need for Speed, Jurassic Park Interactive, Crash N' Burn, Slayer, Killing Time и первый перенос игры Super Street Fighter II Turbo с аркадного автомата на домашнюю систему, который превосходит оригинальную версию за счёт использования качественного CD-звука. На 3DO начали своё существование некоторые игровые сериалы от Electronic Arts, Studio 3DO и Crystal Dynamics (игра Gex), продолжившиеся и на других 32-битных консолях. Одна из лучших 3DO-игр, Return Fire (продвинутая игра про танковые сражения), была портирована на PlayStation и Sega Saturn, а также на Microsoft Windows.
Помимо консолей, фирмой Creative Technology выпускался 3DO Blaster — плата расширения стандарта ISA, предназначенная для установки в IBM PC совместимые компьютеры. С её помощью становилось возможным использовать ПО консоли на обычном PC. Работать она могла лишь в связке с CD-ROM Matsushita CR-563-B (выпускался под торговой маркой Panasonic и как OEM для Creative Labs).
Кроме этого, было создано несколько аркадных игровых автоматов. 2 автомата были произведены компанией Atari, они использовали процессоры PowerPC 602 и аппаратно были ближе к M2; ещё с полдюжины были выпущены компанией American Laser Games.
3DO Company также разработала консоль следующего поколения, M2, на основе процессора PowerPC 602. Но после ухода компании из консольного бизнеса эта технология была продана Matsushita, которая так никогда и не выпустила систему в продажу.
Впоследствии на основе M2 Konami создала плату для аркадных игровых автоматов. Так как игры запускались с CD-привода, система имела большие паузы во время загрузки данных (иногда до 30-60 секунд на загрузку игрового уровня), и низкую надёжность. На этой платформе вышло небольшое количество игр (на данный момент известно 5).
Список игр для платформы 3DO содержит около 300 наименований, значительная часть которых — продукция для внутреннего рынка Японии.

## Технические характеристики
- Двухскоростной (зависит от производителя) CD-привод, со скоростью передачи 300 КБ/с, имеющий буфер для чтения размером 32 Кб
- Многозадачная 32-разрядная операционная система

### Процессор

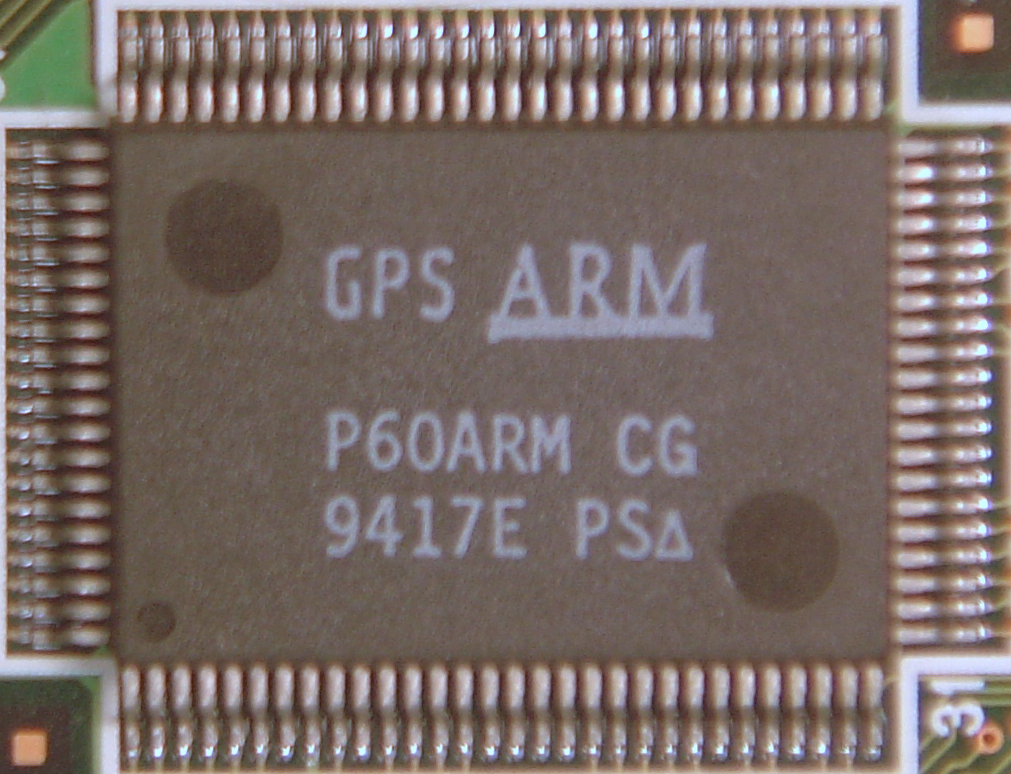
The FZ-1’s RISC CPU

- 32-разрядный ARM60 с RISC-архитектурой, на частоте 12,5 МГц (производительность примерно равна 68030 на частоте 25 МГц).
- Система команд ARMv3, кеши отсутствуют.
- Разработан Advanced RISC Machines, производился фирмами VLSI Technology, Zarlink Semiconductor и другими.

### Видеосистема

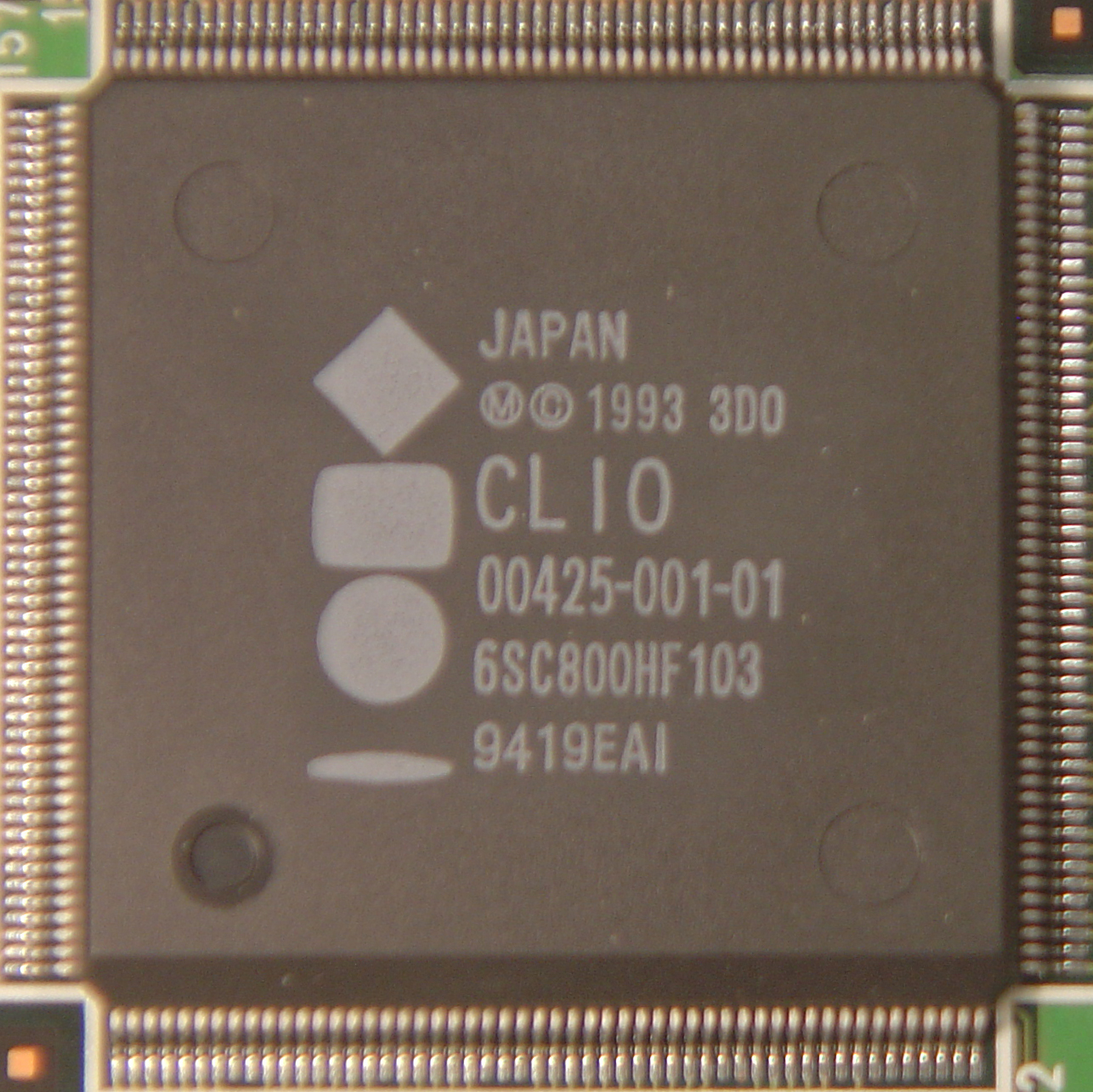
Графический процессор FZ-1 «Clio»

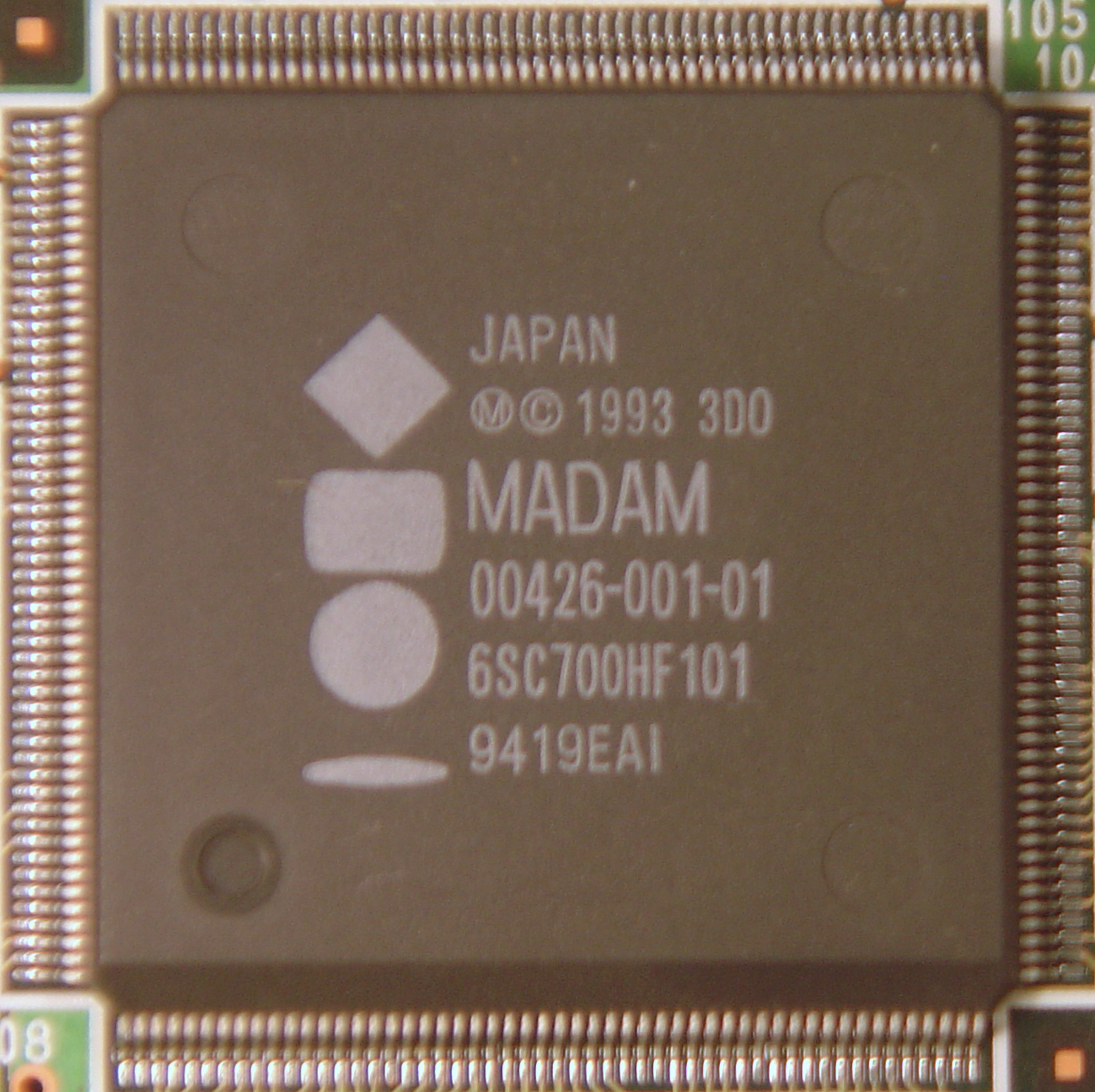
Графический процессор Panasonic FZ-1 «Madam»

- Разрешение 640x480, интерполированное из 320x240; 24-битная глубина цвета — палитра 16,7 миллионов цветов, из которых возможно одновременное отображение 32768[9].
- два 25 МГц RISC-процессора обработки изображений, с производительностью 9-16 миллионов пикселей в секунду (36-64 миллионов пикселей с интерполяцией). Эффекты искажения, масштабирования, вращения, текстурирования.
- Математический сопроцессор для работы с матрицами.

### Основная система
- Высокоскоростная системная шина (50 мегабайт в секунду)
- 36 каналов DMA для быстрой передачи данных
- 1 MiB ПЗУ (+ в японских версиях дополнительное ПЗУ 1 MiB под шрифт кандзи)
- 2 MiB основного ОЗУ
- 1 MiB видеопамяти
- 32 KiB энергонезависимого ОЗУ
- 2 порта расширения

### Звук
- 16-битный стереозвук
- Частота дискретизации 44,1 кГц
- Полная поддержка Dolby Surround Sound
- 25 МГц 16-разрядный сигнальный процессор (DSP)

### Джойстики и устройства ввода
Стандартный джойстик состоял из «крестовины», 5 игровых кнопок и 2 служебных — P и X (при нехватке некоторые игры использовали X, либо P как шестую игровую), и регулятора громкости звука на нижнем торце. Особенностью было то, что подключались джойстики один в разъём другого (до 8 штук, реально поддерживалось играми до шести). Наушники подключались напрямую в аудиовыход джойстика.
Джойстики, выпущенные под маркой «GoldStar GPA111M» (изначально — корпорацией GoldStar, позже — LG Electronics) являются полностью совместимыми с версиями консоли от Panasonic — при значительно переработанном дизайне.
Сторонними компаниями, не занимавшимися производством консолей, были выпущены ряд модифицированных джойстиков («аркадные», либо без выхода для наушников). Например, фирма Nakitek предлагала инфракрасные джойстики на 2 игрока без звукового выхода, но с поддержкой турбо-режима.
В нескольких играх возможно использование мыши FZ-JM1.
Компания American Laser Games, разработавшая серию знаковых для платформы игр в жанре видеотир, выпускала контроллер — пистолет, без которого прохождение данных игр было затруднено.
Также для консоли выпускались авиаджойстик Flightstick pro (полная совместимость с Wing Commander3 и некоторыми другими играми) и манипулятор класса «руль», не получившие сколько-либо значимого распространения.

### Периферийные устройства
Периферийные устройства можно было подключать через 2 слота расширения
- Карты памяти
- Модемы
- Карта поддержки MPEG-1
- 3DOM2 — Модуль расширения системы (апгрейд до M2, обладающей гораздо более высоким потенциалом, приблизительно на уровне приставок 6 поколения). В открытой продаже отсутствует. Было заморожено в процессе разработки.

## Модели

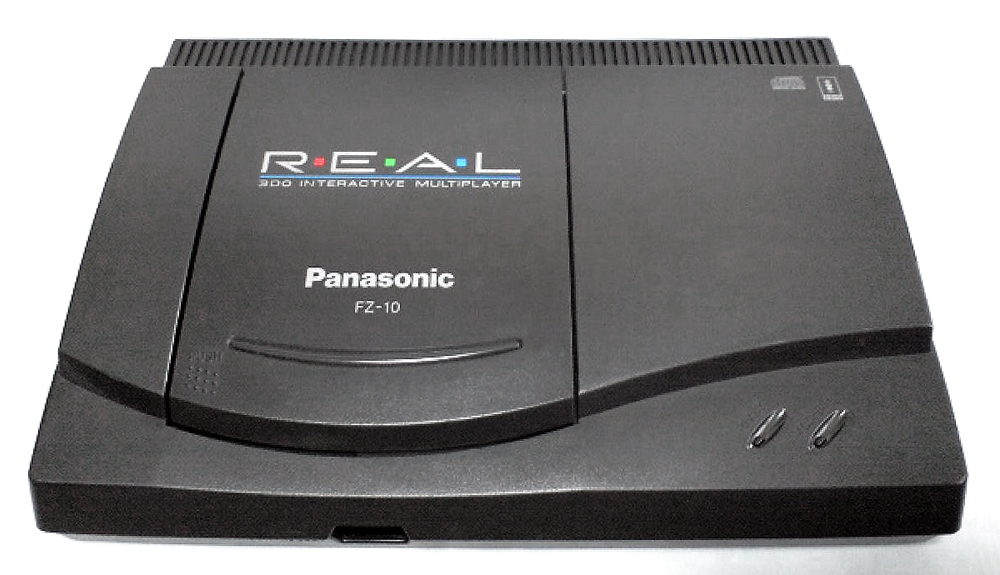
Panasonic FZ-10 R.E.A.L. 3DO Interactive Multiplayer

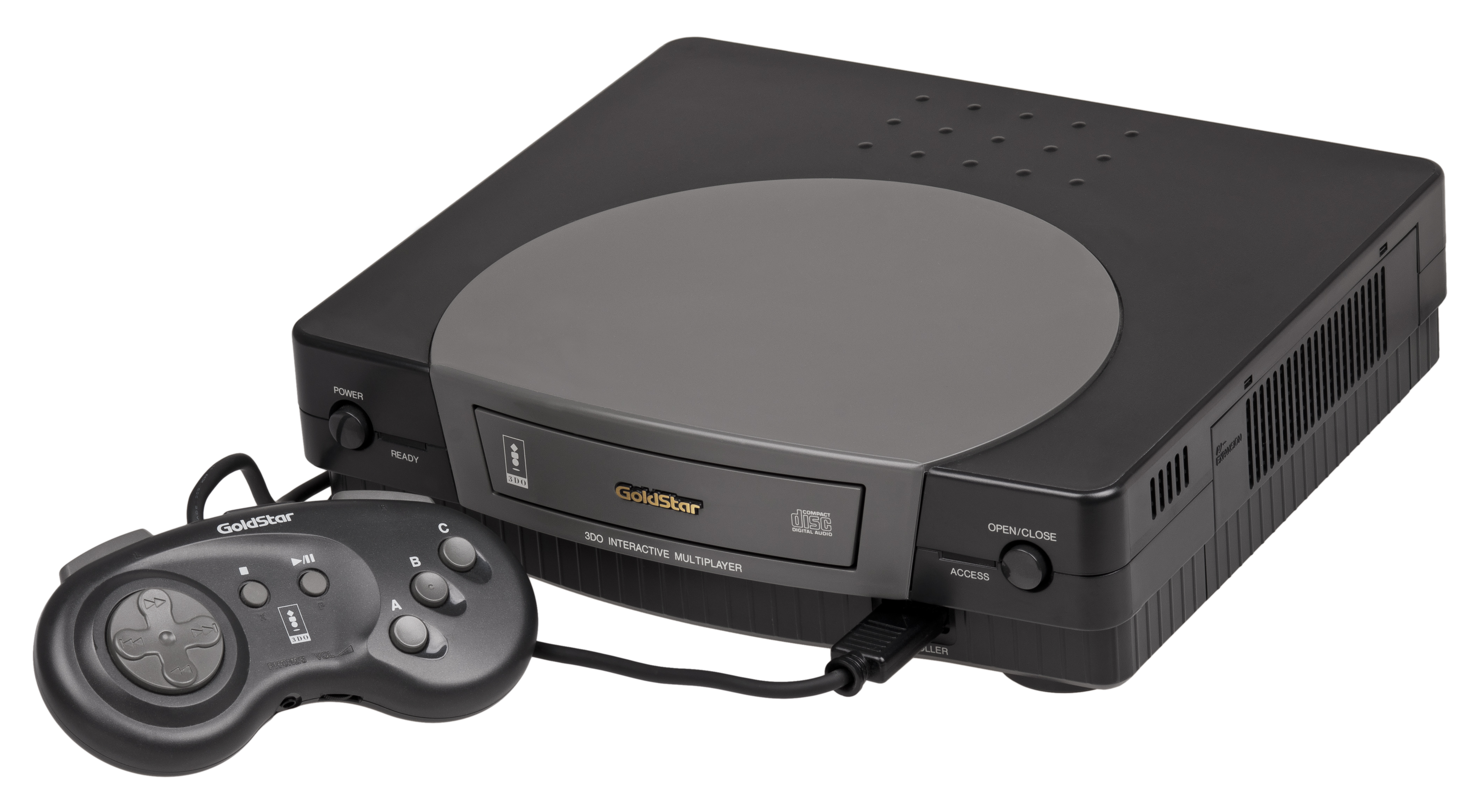
Goldstar 3DO Interactive Multiplayer

- Panasonic FZ-1 R.E.A.L. 3DO Interactive Multiplayer (Япония, Азия, Северная Америка и Европа) — Первая система 3DO, изначально стоившая 699,99 долларов.
- Panasonic FZ-10 R.E.A.L. 3DO Interactive Multiplayer (Северная Америка, Европа и Япония) — Менее дорогая и габаритная модель, чем FZ-1.
- Goldstar 3DO Interactive Multiplayer (Северная Америка, Южная Корея и Европа) — Некоторые игры не могли работать с первыми моделями от Goldstar.
- Goldstar 3DO ALIVE II (только Южная Корея)
- Sanyo TRY 3DO Interactive Multiplayer (только Япония).
- Creative 3DO BLASTER — комплект из карты расширения для PC (с разъёмом ISA), двухскоростного CD-привода и одного джойстика, позволяющий запускать игры 3DO на PC. Очень редкий.
- Panasonic ROBO Hotel Unit (только Япония) — версия для установки в отелях, подразумевалась плата за каждую игру. Представляет собой обычную 3DO с CD-Changer’ом, закрытую в настольном компьютерном корпусе.
- SAMSUNG 3DO PLAYER — отличительной чертой данных моделей являлось наличие встроенного расширения для декодирования MPEG-видео.

### Эмуляторы
Первый эмулятор 3DO для компьютера был FreeDO.
Позже на основе исходников FreeDO появился новый эмулятор 4DO с новой удобной оболочкой, поддержкой фильтров, быстрых сохранений и улучшенной совместимостью, практически 100 % поддержка игр.
Позже один из авторов FreeDO сделал принципиально новый эмулятор Phoenix для Windows и Linux.
Для операционной системы Android существуют эмуляторы Pando и Real3DOPlayer.
Была попытка сделать эмулятор для Xbox; Эмулятор 3dox, основанный на исходниках 4DO/Freedo, нормально проигрывал только игру Trip’d и остановился на версии alpha v0.715.

## Завершение
В начале 90-х годов рынок видеоигр оказался перенасыщенным. Множество компаний, таких как Philips, Sega, Nintendo, Commodore, SNK, и Atari, предлагали свои игровые системы. К 1995 году большинство из этих систем оказались неконкурентоспособными, и их производство было прекращено. Наиболее удачными оказались системы SNES от Nintendo, и Mega Drive/Genesis от Sega. Многие считают, что последним ударом стала быстро растущая популярность системы PlayStation от Sony, которая в итоге не только вытеснила все другие CD-консоли, такие как CD-i, но и привела к быстрому концу Saturn (в 1998). Впрочем, некоторые называют основной причиной краха её высокую стартовую стоимость, и хотя цена вскоре была значительно снижена, приставка осталась в глазах многих «приставкой для богатых».
Практически все лучшие игры были переизданы (или ранее портированы с PC) на Playstation, Saturn или PC, причём, иногда в ухудшенном варианте (например Star Fighter, Lucienne’s Quest и Killing Time).
Несмотря на активную рекламу на Канадском телевидении YTV в программе ''It’s Alive'', и потенциальную способность подключения расширений к 3DO Interactive Multiplayer, поддержка системы сторонними разработчиками отсутствовала. Это привело к прекращению производства системы 3DO в 1996 году. The 3DO Company переориентировалась на издание программного обеспечения, создав такие игры, как серия Army Men и серия Heroes of Might and Magic, но впоследствии обанкротилась и была ликвидирована в 2003 году.